# Pelastoneurus insulanus
Pelastoneurus insulanus är en tvåvingeart som beskrevs av Van Duzee 1923. Pelastoneurus insulanus ingår i släktet Pelastoneurus och familjen styltflugor.
Artens utbredningsområde är Kuba. Inga underarter finns listade i Catalogue of Life.